# Nahuel Fernández
Nahuel Fernández, vollständiger Name Ignacio Nahuel Fernández González, (* 2. November 1999 in Rivera) ist ein uruguayischer Fußballspieler.

## Karriere
Der 1,78 Meter große Offensivakteur Fernández steht seit der Saison 2016 im Profikader des Zweitligisten Club Atlético Torque. Dort debütierte er unter Trainer Paulo Pezzolano am 3. Dezember 2016 bei der 0:1-Auswärtsniederlage gegen den Club Atlético Rentistas in der Segunda División, als er in der 81. Spielminute für Leonardo Pais eingewechselt wurde. In der Saison 2016 bestritt er ein Zweitligaspiel ohne persönlichen Torerfolg für den Klub.